# Postasterope
Postasterope is een geslacht van kreeftachtigen uit de klasse van de Ostracoda (mosselkreeftjes).

## Soorten
- Postasterope abaco Kornicker, 1986
- Postasterope barensi (Baker, 1978)
- Postasterope barnesi (Baker, 1978) Kornicker, 1986
- Postasterope corrugata (Poulsen, 1965) Kornicker, 1986
- Postasterope messingi Kornicker, 1986